# Минск (футбольный клуб)
«Минск» (бел. «Мінск») — белорусский футбольный клуб из одноимённого города. Выступает в Высшей лиге с 2007 года (кроме 2008). Двукратный победитель Первой лиги (2006, 2008), бронзовый призёр чемпионата Беларуси (2010), обладатель Кубка Беларуси 2012/2013. До 2006 года команда носила название «Смена». Домашний стадион — «Трактор».
В структуре футбольного клуба «Минск» имеется также женская команда, основанная в 2008 году.

## История

### Молодёжная футбольная школа
19 июня 1954 года по приказу председателя Комитета по физической культуре и спорта на базе института спорта была создана футбольная школа молодёжи. Подобные школы были созданы и в других городах страны: в Москве, Ленинграде, Киеве, Тбилиси и Ташкенте. Первоначально команда участвовала в соревновании на призы газеты «Знамя юности», которая на тот момент называлась «Сталинская молодёжь».
Почти сразу команда приняла участие в розыгрыше чемпионата БССР, который на тот момент проходил в три этапа. Хорошо сыграв в первый двух предыдущих этапах, команда получила право выступать в финальном розыгрыше, который проходил в Витебске, и на котором собралось семь коллективов. Одержав пять побед в шести матчах клуб стал чемпионом, а символический список лучших 33 игроков соревнования на треть заняли игроки футбольной школы молодёжи.
После сенсационной победы, минский «Спартак», одна из лучших команд республиканского уровня, перетащил к себе почти весь основной состав футбольной школы, из-за чего на следующий год результаты команды ухудшились. В сезоне 1956 года клуб занял четвёртое место из восьми участников. Сразу после республиканских соревнований, команда футбольной школы приехала в Ленинград для участия в соревновании футбольных школ. Клуб занял последнее место. Сезон 1957 года снова имел поэтапный характер, клуб довольно легко прошёл первый этап, одержав победу в своей зоне, но на втором и третьем этапе несколько поражений позволили клубу занять снова четвёртое место. В тот же год команда приняла участие в первенстве Советского Союза среди футбольных школ молодёжи. Соревнования проходили с 4 по 29 июля в Харькове, и минский коллектив занял второе место. Лучшим полузащитником турнира был признан игрок минского футбольной школы Эдуард Зарембо.
После турнира клуб претерпел потери в своём составе — в минский «Спартак» перешли талантливые игроки Эдуард Зарембо и Леонид Гарай. Всего клуб расстался с 16 игроками. В сезоне 1958 года чемпионата БССР команда снова с лёгкостью прошла первый этап, но второй этап стал непреодолимым для коллектива, в результате чего команда заняла лишь седьмую строчку, после чего участия в чемпионате БССР команда больше не принимала.

### Команда подготовки молодёжи
С 1959 года в результате второго постановления комитета по физической культуре и спорту при командах мастеров были созданы группы для подготовки молодых игроков. Таким образом футбольная школа молодёжи была передана под руководство Минского городского совета союза спортивных обществ и организаций. Команда занималась подготовкой игроков для республиканских команд, а также принимала участие в молодёжных соревнованиях страны и города. В 1981 году в Минске для футбольной школы молодёжи был построен спортивный комплекс, который насчитывал восемнадцать футбольных площадок, что не имело аналогов в Советском Союзе. На следующий год команда была реорганизована в детско-спортивную школу олимпийского резерва Мингорспорткомитета. В 1987 году команда получила название «Смена».
В 1990 году была совершена попытка вернуть команду во взрослый футбол. «Смена» приняла участие в розыгрыше второй лиги чемпионата БССР, но в итоге заняла лишь двенадцатое место. В то же время одним из тренером начал работать в клубе Людас Румбутис. В 1991 году в той же лиге клуб занял девятую строчку.

### «Смена»
Сезон 1992 года клуб проводил уже в третьей лиге чемпионата Беларуси по футболу. «Смена» сразу заняла первое место и получила право играть в дивизионе выше. После удачного сезона клуб испытал потери в составе, так наиболее талантливые игроки перешли в другие клубы, на их место пришла другая молодёжь.
Следующий сезон клуб начал одним из лидеров лиги к середине чемпионата, но во второй половине сезона значительно потерял свои позиции и закончил на восьмом месте. По окончании сезона в минское «Торпедо» перешли Сергей Павлюкович и Сергей Шалай. Андрей Лобанов и Андрей Шило были приглашены в «Динамо-93», а Виталий Рогожкин в витебский КИМ.
Потеряв большое количество игроков, клуб занял последнюю строчку итоговой таблицы в следующем сезоне (1993/94) и был вынужден перейти в дивизион ниже. В третьей лиге клуб сразу стал аутсайдером, скатившись на последнюю строчку таблицы в свой группе. Зимой тренером клуба стал Эдуард Малофеев, который сумел поднять клуб на седьмую строчку итоговой таблицы. В 1995 году Малофеев уехал в Россию, где ему предложил место тренера тюменский «Динамо-Газовик», а тем временем команда провела сезон 1995 года на среднем уровне, а уже на следующий год игроки разошлись по разным клубам Беларуси. Более всего на футболистах «Смены» нажился вновь созданный клуб БАТЭ. С 1996 по 2002 годы клуб участия в чемпионате Беларуси не принимал, за исключением сезона-2001, когда появился в розыгрыше второй лиги (так стала называться бывшая третья лига), заняв в нём последнюю строчку. В 1997—1999 годах в этом турнире играла команда «Смена-БАТЭ» (Минск), являвшаяся фарм-клубом БАТЭ.

### «Минск»
В 2006 году на базе «Смены», которая на то время выступала в первой лиге (а во второй лиге играла команда «Смена-2»), был основан клуб «Минск», который сразу стал победителем первой лиги в сезоне-2006 (а во второй лиге вторая команда играла под названием «Смена», с 2007 года ставшая называться «Минск-2»). В сезоне 2007 года клуб впервые выступил в Высшей лиге, однако занял 14-е место и выбыл в первую лигу, откуда вернулся через год. В 2010 году клуб впервые завоевал бронзовые медали чемпионата Беларуси, а в 2013 стал обладателем Кубка Беларуси.

## Стадион
Клуб проводит домашние матчи на Стадионе ФК «Минск», вмещающем 3000 зрителей.

## Достижения
- Бронзовый призёр чемпионата Беларуси (2010).
- Обладатель Кубка Беларуси (2013).
- Финалист Кубка Беларуси (2012).
- Победитель Первой лиги Беларуси (2006, 2008).
- Победитель Второй лиги Беларуси (2004).

## История выступлений

### Чемпионаты и Кубки Беларуси
| Сезон   | Название | Лига/ранг                                                            | Лига/ранг | Место    | И  | В  | Н  | П  | Мячи   | О  | Бомбардир                      | Кубок | Кубок | Примечания           |
| ------- | -------- | -------------------------------------------------------------------- | --------- | -------- | -- | -- | -- | -- | ------ | -- | ------------------------------ | ----- | ----- | -------------------- |
| 1992    | Смена    | Третья лига                                                          | Д3        | 1 из 16  | 15 | 10 | 1  | 4  | 49-15  | 21 | А. Турчинович — 17             | 1/16  | 1/16  | Выход во вторую лигу |
| 1992/93 | Смена    | Вторая лига                                                          | Д2        | 8 из 16  | 30 | 12 | 6  | 12 | 42-50  | 30 | А. Турчинович — 11             | 1/32  | 1/32  |                      |
| 1993/94 | Смена    | Вторая лига                                                          | Д2        | 15 из 15 | 28 | 3  | 7  | 18 | 15-50  | 13 | В. Пантеев — 4                 | 1/16  | 1/16  | Вылет в третью лигу  |
| 1994/95 | Смена    | Третья лига                                                          | Д3        | 7 из 12  | 22 | 8  | 3  | 11 | 23-35  | 19 | Н. Малый — 10                  | —     | —     |                      |
| 1995-о  | Смена    | Третья лига                                                          | Д3        | 4 из 13  | 12 | 6  | 1  | 5  | 23-14  | 19 | Н. Рындюк — 7                  | —     | —     |                      |
|         | Смена    | В 1997—1999 годах во Второй лиге играла команда «Смена-БАТЭ» (Минск) | Д3        |          |    |    |    |    |        |    |                                |       |       |                      |
| 2001    | Смена    | Вторая лига                                                          | Д3        | 18 из 18 | 34 | 1  | 1  | 32 | 13-119 | 4  | С. Никифоров — 4               | —     | —     |                      |
|         | Смена    |                                                                      | Д3        |          |    |    |    |    |        |    |                                |       |       |                      |
| 2003    | Смена    | Вторая лига                                                          | Д3        | 5 из 12  | 22 | 12 | 4  | 6  | 50-26  | 40 | С. Шалимо — 7                  | —     | —     |                      |
| 2004    | Смена    | Вторая лига                                                          | Д3        | 1 из 13  | 24 | 19 | 1  | 4  | 55-17  | 58 | Д. Денисюк — 13                | 1/16  | 1/16  | Выход в первую лигу  |
| 2005    | Смена    | Первая лига                                                          | Д2        | 5 из 16  | 30 | 14 | 8  | 8  | 31-23  | 50 | Д. Денисюк, А. Мартынец — по 5 | 1/16  | 1/16  |                      |
| 2006    | Минск    | Первая лига                                                          | Д2        | 1 из 14  | 26 | 17 | 5  | 4  | 44-13  | 56 | П. Евсеенко — 7                | 1/2   | 1/2   | Выход в Высшую лигу  |
| 2007    | Минск    | Высшая лига                                                          | Д1        | 14 из 14 | 26 | 4  | 9  | 13 | 18-34  | 21 | Д. Макар — 4                   | 1/2   | 1/2   | Вылет в Первую лигу  |
| 2008    | Минск    | Первая лига                                                          | Д2        | 1 из 14  | 26 | 23 | 2  | 1  | 72-11  | 71 | С. Кошель — 16                 | 1/8   | 1/8   | Выход в Высшую лигу  |
| 2009    | Минск    | Высшая лига                                                          | Д1        | 9 из 14  | 26 | 11 | 3  | 12 | 33-26  | 36 | А. Разин — 9                   | 1/8   | 1/8   |                      |
| 2010    | Минск    | Высшая лига                                                          | Д1        | из 12    | 33 | 18 | 6  | 9  | 59-32  | 60 | А. Разин — 11                  | 1/4   | 1/4   |                      |
| 2011    | Минск    | Высшая лига                                                          | Д1        | 9 из 12  | 33 | 8  | 11 | 14 | 33-40  | 35 | Р. Василюк — 8                 | 1/4   | 1/4   |                      |
| 2012    | Минск    | Высшая лига                                                          | Д1        | 6 из 11  | 30 | 11 | 6  | 13 | 36-46  | 39 | Л. Ковель — 8                  | Ф     | Ф     |                      |
| 2013    | Минск    | Высшая лига                                                          | Д1        | 9 из 12  | 32 | 10 | 8  | 14 | 36-40  | 38 | Р. Василюк — 9                 | О     | О     |                      |
| 2014    | Минск    | Высшая лига                                                          | Д1        | 7 из 12  | 32 | 16 | 4  | 12 | 45-36  | 52 | А. Макась — 14                 | 1/2   | 1/16  |                      |
| 2015    | Минск    | Высшая лига                                                          | Д1        | 6 из 12  | 26 | 12 | 4  | 10 | 29-28  | 40 | В. Хващинский — 10             | 1/2   | 1/2   |                      |
| 2016    | Минск    | Высшая лига                                                          | Д1        | 4 из 16  | 30 | 15 | 8  | 7  | 49-24  | 53 | Н. Чович — 8                   | 1/2   | 1/2   |                      |
| 2017    | Минск    | Высшая лига                                                          | Д1        | 14 из 16 | 30 | 3  | 14 | 13 | 19-39  | 23 | Н. Чович, В. Громыко — по 3    | 1/4   | 1/8   |                      |
| 2018    | Минск    | Высшая лига                                                          | Д1        | 11 из 16 | 30 | 7  | 9  | 14 | 34-42  | 30 | И. Бахар, Е. Шевченко — по 5   | 1/8   | 1/8   |                      |
| 2019    | Минск    | Высшая лига                                                          | Д1        | 10 из 16 | 30 | 9  | 9  | 12 | 36-44  | 36 | А. Васильев — 10               | 1/8   | 1/8   |                      |
| 2020    | Минск    | Высшая лига                                                          | Д1        | 11 из 16 | 30 | 11 | 5  | 14 | 45-57  | 38 | А. Васильев — 9                | 1/4   | 1/4   |                      |
| 2021    | Минск    | Высшая лига                                                          | Д1        | 12 из 16 | 30 | 8  | 9  | 13 | 32-52  | 33 | М. Лопес — 7                   | …     | …     |                      |

- Баланс игр на начало сезона 2022 года:
  - Д1: 212 матчей, 143 победы, 105 ничьих, 170 поражений, разница мячей — 504—540
  - Д2: 140 матчей, 69 побед, 28 ничьих, 43 поражения, разница мячей — 204—147
  - Д3: 129 матчей, 56 побед, 11 ничьих, 62 поражения, разница мячей — 213—216

### Еврокубки
Дебют клуба в еврокубках состоялся 30 июня 2011 года: в первом отборочном раунде Лиги Европы УЕФА 2011/12 соперником минчан стал азербайджанский «Олимпик» из Баку. По сумме двух матчей победа досталась минчанам. Во втором раунде соперником белорусов стал турецкий «Газиантепспор». Дома «Минск» сыграл вничью, а на выезде проиграл и завершил своё выступление в розыгрыше.
| Сезон   | Соревнование     | Раунд       | Клуб                   | Дома | В гостях | Итог      |
| ------- | ---------------- | ----------- | ---------------------- | ---- | -------- | --------- |
| 2011/12 | Лига Европы УЕФА | 1 кв. раунд | Олимпик-Шувалан (Баку) | 2:1  | 1:1      | 3:2       |
| 2011/12 | Лига Европы УЕФА | 2 кв. раунд | Газиантепспор          | 1:1  | 1:4      | 2:5       |
| 2013/14 | Лига Европы УЕФА | 2 кв. раунд | Валлетта               | 2:0  | 1:1      | 3:1       |
| 2013/14 | Лига Европы УЕФА | 3 кв. раунд | Сент-Джонстон          | 0:1  | 1:0      | 1:1(3:2п) |
| 2013/14 | Лига Европы УЕФА | Плей-офф    | Стандард               | 0:2  | 1:3      | 1:5       |

## Основной состав
| 1  | Флаг Беларуси         | Вр  | Владислав Игнатьев   | 2003 |  |  |  |  |  |
| 30 | Флаг Беларуси         | Вр  | Александр Гутор      | 1989 |  |  |  |  |  |
| 37 | Флаг Беларуси         | Вр  | Матвей Сухаренко     | 2004 |  |  |  |  |  |
|    |                       |     |                      |      |  |  |  |  |  |
| 2  | Флаг Беларуси         | Защ | Валентин Дихтиевский | 2003 |  |  |  |  |  |
| 4  | Флаг Беларуси         | Защ | Владислав Грекович   | 2005 |  |  |  |  |  |
| 5  | Флаг Беларуси         | Защ | Эдуард Жевнеров      | 1987 |  |  |  |  |  |
| 6  | Флаг Республики Корея | Защ | Пак Джи Хун          | 2001 |  |  |  |  |  |
| 15 | Флаг Беларуси         | Защ | Владислав Яцкевич    | 1998 |  |  |  |  |  |
| 33 | Флаг России           | Защ | Константин Малицкий  | 2000 |  |  |  |  |  |
| 55 | Флаг Беларуси         | Защ | Алексей Туманов      | 2003 |  |  |  |  |  |
| 79 | Флаг Беларуси         | Защ | Илья Свириденко      | 2002 |  |  |  |  |  |
| 91 | Флаг Беларуси         | Защ | Павел Назаренко      | 1995 |  |  |  |  |  |
|    |                       |     |                      |      |  |  |  |  |  |
| 7  | Флаг Беларуси         | ПЗ  | Кирилл Забелин       | 2002 |  |  |  |  |  |
| 8  | Флаг Беларуси         | ПЗ  | Арсений Мигдаленок   | 2003 |  |  |  |  |  |

| 14 | Флаг Кыргызстана  | ПЗ  | Эмир Эрнисов      | 2005 |  |  |  |  |  |
| 17 | Флаг Беларуси     | ПЗ  | Владислав Варакса | 2004 |  |  |  |  |  |
| 20 | Флаг Беларуси     | ПЗ  | Михаил Бондаренко | 2005 |  |  |  |  |  |
| 23 | Флаг Беларуси     | ПЗ  | Артём Турич       | 2005 |  |  |  |  |  |
| 29 | Флаг Беларуси     | ПЗ  | Илья Дубинец      | 2004 |  |  |  |  |  |
| 32 | Флаг Камеруна     | ПЗ  | Феликс Абена      | 2006 |  |  |  |  |  |
| 47 | Флаг Беларуси     | ПЗ  | Захар Драчёв      | 2008 |  |  |  |  |  |
|    |                   |     |                   |      |  |  |  |  |  |
| 10 | Флаг Нигерии      | Нап | Чарльз Икечукву   | 1997 |  |  |  |  |  |
| 11 | Флаг Беларуси     | Нап | Тимофей Симаненка | 2006 |  |  |  |  |  |
| 19 | Флаг Беларуси     | Нап | Прохор Струк      | 2007 |  |  |  |  |  |
| 22 | Флаг Беларуси     | Нап | Александр Макась  | 1991 |  |  |  |  |  |
| 44 | Флаг Беларуси     | Нап | Никита Романов    | 2007 |  |  |  |  |  |
| 81 | Флаг Буркина-Фасо | Нап | Набиль Натама     | 2004 |  |  |  |  |  |

## Главные тренеры клуба
- 1991—1993 Людас Румбутис
- 1993—1994 Александр Сидорович
- 1994 Леонид Данейко
- 1995 Эдуард Малофеев
- 1995 Леонид Данейко
- 2001 Владимир Белявский
- 2003—2005 Иван Савостиков
- 2006—2009 Сергей Яромко
- 2009—2011 Виталий Тараканов
- 2011 Андрей Довнар
- 2011—2013 Вадим Скрипченко
- 2013—2014 Андрей Скоробогатько
- 2014—2015 Андрей Пышник
- 2015—2017 Георгий Кондратьев
- 2017—2018 Александр Лухвич
- 2019—2020 Андрей Разин
- 2020 Вадим Скрипченко
- 2021 Фёдор Щербаченко
- 2021 Сергей Кузьминич
- 2021—2022 Вадим Скрипченко
- 2022 Сергей Сосновский
- 2022—2023 Сергей Яромко
- 2024—н. в. Артём Челядинский

## Вторая команда
Вторая команда клуба выступала во Второй лиге в 2005—2008 и 2012 годах и в Первой лиге в 2013 и 2014 годах. Проводила домашние матчи на искусственном поле стадиона ФК «Минск», вмещающем 1500 зрителей.
Лучшее достижение — 13-е место в чемпионате Беларуси среди команд первой лиги (2014).
С января 2014 года команду возглавлял Виталий Тараканов.
В конце сезона 2014 года клуб был расформирован.
| Сезон | Название | Лига             | Место    | И  | В  | Н | П  | Мячи  | О  | Примечания                                                   |
| ----- | -------- | ---------------- | -------- | -- | -- | - | -- | ----- | -- | ------------------------------------------------------------ |
| 2005  | Смена-2  | Вторая лига (Д3) | 11 из 14 | 26 | 5  | 5 | 16 | 33-64 | 20 |                                                              |
| 2006  | Смена    | Вторая лига (Д3) | 13 из 17 | 32 | 6  | 9 | 17 | 36-68 | 27 | На базе «Смены» (игравшей в Первой лиге 2005) создан «Минск» |
| 2007  | Минск-2  | Вторая лига (Д3) | 16 из 16 | 30 | 3  | 5 | 22 | 12-60 | 14 | Переименование в «Минск-2»                                   |
| 2008  | Минск-2  | Вторая лига (Д3) | 11 из 16 | 30 | 9  | 9 | 12 | 44-33 | 36 | Приостановка выступлений                                     |
|       | Минск-2  | Вторая лига (Д3) |          |    |    |   |    |       |    |                                                              |
| 2012  | Минск-2  | Вторая лига (Д3) | 5 из 19  | 36 | 21 | 5 | 10 | 60-33 | 68 | Выход в Первую лигу                                          |
| 2013  | Минск-2  | Первая лига (Д2) | 14 из 16 | 30 | 7  | 5 | 18 | 32-49 | 26 |                                                              |
| 2014  | Минск-2  | Первая лига (Д2) | 13 из 16 | 30 | 9  | 6 | 15 | 41-45 | 33 |                                                              |

## «Смена-БАТЭ»
В период с 1996 по 2002 год «Смена» участвовала в чемпионате Беларуси только в сезоне 2001 года, заняв последнее место во Второй лиге.
В 1997—1999 годах во Второй лиге играла минская команда «Смена-БАТЭ», являвшаяся фарм-клубом борисовского БАТЭ.
| Сезон | Лига                | Ранг | Место   | И  | В  | Н | П  | Мячи  | О  |
| ----- | ------------------- | ---- | ------- | -- | -- | - | -- | ----- | -- |
| 1997  | Третья лига, зона А | Д3   | 6 из 14 | 26 | 12 | 2 | 12 | 52-46 | 38 |
| 1998  | Вторая лига, зона А | Д3   | 4 из 14 | 26 | 14 | 7 | 5  | 55-23 | 49 |
| 1999  | Вторая лига, зона А | Д3   | 2 из 12 | 24 | 16 | 3 | 5  | 54-22 | 51 |

## «Минск» (дубль)
Дублирующий состав ФК «Минск» участвует в Чемпионате Беларуси среди дублёров с 2007 года (за исключением 2008 года), побеждал в этом турнире в 2015 и 2016 годах, в 2020 году занял 2-е место, в 2019 — 3-е. Команда также принимала участие в Кубке Беларуси среди дублёров, проводившемся в 2013 и 2014 годах: в 2013 году дошла до финала, в 2014 году стала победительницей.

## «Минск» (женщины)
Женская команда основана в 2008 году под названием «Минчанка-БГПУ». С 2011 года — ЖФК «Минск». Семикратный победитель чемпионата Беларуси (2013, 2014, 2015, 2016, 2017, 2018, 2019). Четырёхкратный обладатель Кубка Беларуси (2011, 2013, 2014, 2015). С 2014 года регулярно участвует в Лиге чемпионов.
Домашние матчи проводит на стадионе ФК «Минск».